# San Isidro (Dávao del Norte)
San Isidro es un municipio filipino sin categoría, situado en la parte sudeste de la isla de Mindanao. Forma parte de  la provincia de Dávao del Norte situada en la región administrativa de Dávao. Para las elecciones está encuadrado en el Primer Distrito Electoral.

## Geografía
Limita al norte con el municipio de Kapalong, por el sur con el municipio de Kapalong y la Municipalidad de Asunción de Saug, por el este con la provincia de Valle de Compostela, y por el Oeste con el Municipio de Kapalong.

### Barrios
El municipio  de San Isidro se divide, a los efectos administrativos, en 13 barangayes o barrios, conforme a la siguiente relación:
| - Dacudao - Datu Balong - Igangón | - Kipalili - Libutón - Linao | - Mamangán - Monte Dujalí - Pinamuno | - Sabangán - San Miguel - Santo Niño | - Sawata |

## Historia
El actual territorio de la provincia de Dávao Oriental  fue parte de la provincia de Caraga durante la mayor parte del Imperio español en Asia y Oceanía (1520-1898).
A principios del siglo XX la isla de Mindanao se hallaba dividida en siete distritos o provincias.

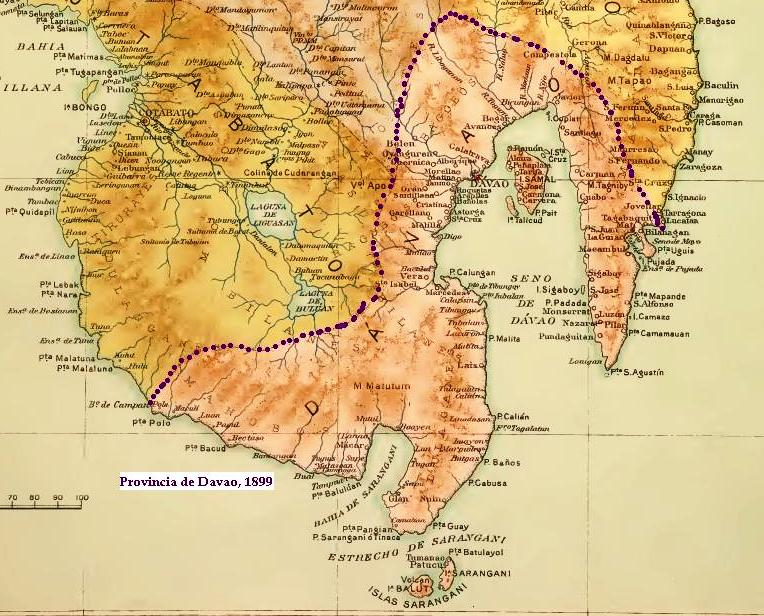
El Distrito 4º de Dávao en 1899.

El Distrito 4º de Dávao, llamado hasta 1858  provincia de Nueva Guipúzcoa, tenía por capital el pueblo de Dávao e incluía la  Comandancia de Mati.
Formaba parte de la provincia de Dávao.
El 15 de marzo de 2004 fue creado este nuevo municipio con sede en el barrio de Sawata y formado por los siguientes barrios:
- Procedentes de Asunción  de Saug: Sawata, Sabangan, Mamangan, Santo Niño, Igangon y Kipalili;
- Procedentes de Kapalong: Daudao, Datu Balong, Libuton, Pinamuno, Monte Dujali, Linao y San Miguel;